# Polarisation

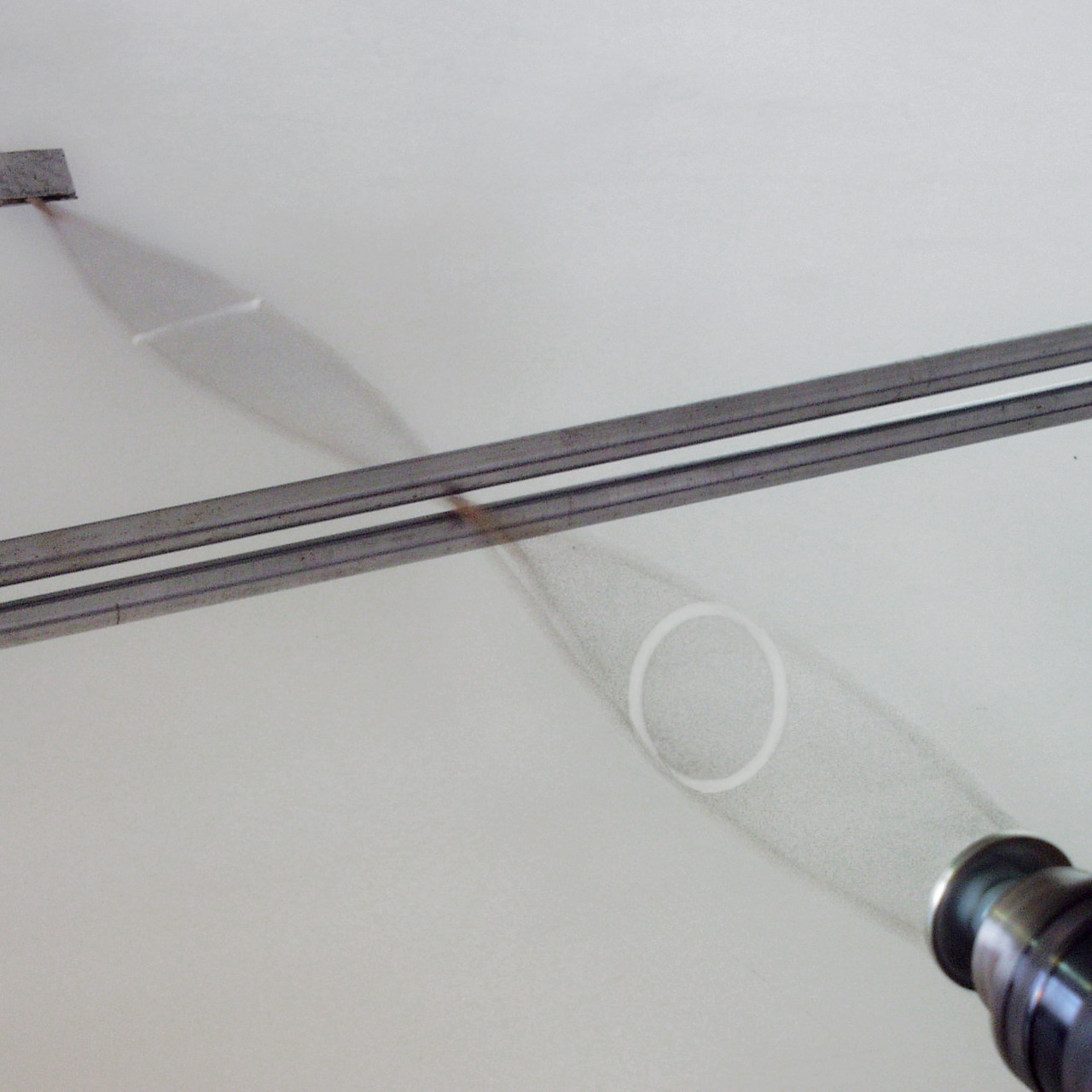
Polarisation einer stehenden Welle auf einem Gummifaden. Im Vordergrund wird das Ende des Fadens durch das Futter einer Bohrmaschine im Kreis geführt. Dadurch entsteht eine zirkuläre Schwingung. Zwei parallele Metallstangen erlauben eine freie Bewegung des Gummis in waagerechter, nicht aber in senkrechter Richtung. Dadurch schwingt das Gummi hinter den Stangen nur noch in einer Ebene. Dies entspricht linearer Polarisation.

Die Polarisation einer Transversalwelle beschreibt die Richtung ihrer Schwingung. Ändert sich diese Richtung schnell und ungeordnet, spricht man von einer unpolarisierten Welle.
Der Polarisationsgrad gibt den geordneten Anteil der Wellen an.
Allgemein ist Polarisation eine physikalische Eigenschaft elektromagnetischer Wellen, die beschreibt, in welcher Ebene die elektrischen Feldvektoren schwingen.
Bei in Ausbreitungsrichtung schwingenden Wellen, den Longitudinalwellen, wie etwa beim Schall, gibt es keine Polarisation im eigentlichen Sinn bzw. man spricht von longitudinaler Polarisation.
Die Untersuchung der Polarisation von Transversalwellen ist Gegenstand der Polarimetrie.
Bauelemente, die unpolarisiertes Licht polarisieren oder polarisiertes Licht abhängig von der Art und Richtung der Polarisation aufteilen oder unterdrücken, heißen Polarisatoren. Gemessen wird der Polarisationsgrad mittels Polarimetern.

Zirkulare Polarisation: Auslenkung (z. B. einer Seilwelle) in x- und y-Richtung (in Ausbreitungsrichtung beträgt sie Null) in Abhängigkeit von der Zeit und von der z-Komponente des Ortes. Rot und blau die Komponenten der Auslenkung, schwarz die 3D-Ansicht. Der Pfeil illustriert den umlaufenden Auslenkungsvektor für einen Raumpunkt.

Bei der Untersuchung des Lichtdurchgangs durch Kalkspat stellte der französische Physiker Étienne Louis Malus 1808 fest, dass Licht unter bestimmten Umständen seine Symmetrie um die Fortpflanzungsrichtung verliert und somit eine „Seitlichkeit“ aufweist. Diese Eigenschaft nannte man nach Malus Vorschlag „Polarisation“. 1809 veröffentlichte Malus seine Erkenntnisse über die Polarisation durch Reflexion und im Jahr 1810 stellte er seine Theorie zur Doppelbrechung vor und formulierte das Gesetz von Malus.
1814 entdeckte David Brewster, dass wenn unpolarisiertes Licht in einem bestimmten Winkel auf die Grenzfläche zweier Medien trifft, das reflektierte Licht senkrecht zur Einfallsebene polarisiert ist.
Um 1817 führte François Arago verschiedene Experimente zur Interferenz von polarisiertem Licht durch. Arago zerschnitt einen Quarzkristall senkrecht zur Kristallachse und erkannte die Drehung der Polarisationsebene von linear polarisiertem Licht. Zusammen mit Thomas Young, dem Arago die Ergebnisse zur Diskussion zusandte, kamen sie zu der Erkenntnis, dass es sich bei Licht um zwei senkrecht zueinander orientierte Transversalwellen handeln musste.
William Nicol erfand 1828 ein Polarisationsprisma, das nach ihm nicolsches Prisma benannt wurde und das aus einem geschnittenen Kalkspatkristall bestand.
1841 ließ Arago einen cyanopolarimeter bei dem Gerätemacher Jean-Baptiste Soleil anfertigen, mit dem er die Rotation des polarisierten Lichts maß.
Im Jahr 1844 konstruierte Eilhard Mitscherlich einen Polarisationsapparat, der etwa zur Zuckerbestimmung im Harn Anwendung fand.
Jean Baptiste Soleil, Josef Pohl und Heinrich von Wild entwickelten Vorformen des Polarimeters zur Saccharimetrie mit zwei Nicolschen Prismen und beobachteten direkt den Grad der Ablenkung der Polarisation.
Eine enge Zusammenarbeit des Chemikers Karl Ventzke von der Schicklerschen Zuckerfabrik mit einem Hersteller für optische Geräte legte 1890 den Grundstein für eine effektive Saccharosemesstechnik, bei der die Polarisation noch heute genutzt wird. Sie stellte den Zusammenhang zwischen der optischen Rotation von Quarz und der von Saccharose her und wurde fortan zur Messung des Saccharosegehalts in Zuckerrüben eingesetzt.

## Polarisationsarten
- lineare Polarisation: Die Richtung der Schwingung ist konstant. Die Auslenkung aus der Ruhelage (im Fall der mechanischen Welle eine Verschiebung senkrecht zur Ausbreitungsrichtung) ändert periodisch ihren Betrag und ihr Vorzeichen. Die Richtung in Bezug auf eine bestimmte Ebene kann als Winkel angegeben werden (bei seismischen Wellen üblich) oder als Anteil der beiden Komponenten parallel bzw. senkrecht. Für elektromagnetische Wellen siehe das folgende Kapitel.
- zirkulare Polarisation: (im 19. Jahrhundert als drehende Polarisation bezeichnet) Der Betrag der Auslenkung ist (abgesehen von Modulation) konstant, ihre Richtung ändert sich innerhalb der senkrecht zum Wellenvektor stehenden Ebene (der xy-Ebene im Bild) mit konstanter Winkelgeschwindigkeit. Für den Drehsinn siehe Helizität. Allerdings wird in der Literatur, besonders der älteren, häufig rechtszirkular polarisiert als Umlauf im Uhrzeigersinn bei Blickrichtung gegen die Ausbreitungsrichtung definiert (entsprechend einer Linksschraube).[10][11] Abkürzungen: RHCP und LHCP für rechts- oder linkshändige Polarisation (eng. Right Hand Circular Polarization und Left Hand Circular Polarization).
- elliptische Polarisation: Ist die Mischform der beiden oben genannten und bei der die Auslenkung eine Ellipse beschreibt.

linear zur x-Achse
linear in y-Richtung
linear in +45°-Richtung
links zirkular
rechts zirkular
Elliptische Polarisation

## Mathematische Beschreibung

Zusammensetzung einer linear, zirkular bzw. elliptisch polarisierten Welle (schwarz) aus linear polarisierten Komponenten (rot und blau)

Mathematisch werden die möglichen Polarisationen von Wellen der gleichen Wellenlänge und Frequenz als Elemente eines 2-dimensionalen Vektorraums aufgefasst. Was physikalisch eine Überlagerung von Zuständen ist, dem entspricht auf mathematischer Seite eine Linearkombination von Vektoren. Da beim Überlagern Amplitude ({\displaystyle A}) und Phase ({\displaystyle \omega t}) beachtet werden müssen, dienen als Skalarfaktoren komplexe Zahlen ({\displaystyle A\,e^{-i\omega t}}): Die Polarisationszustände des Lichts bilden daher einen Vektorraum über dem Körper der komplexen Zahlen. Als Basis (mit der man jeden Vektor darstellen kann) werden einerseits gern die zwei (links- bzw. rechtsdrehenden) zirkular polarisierten Zustände verwendet, anderseits auch zwei beliebige linear polarisierte Zustände mit aufeinander senkrechten Schwingungsebenen. Jede Basis lässt sich durch die andere ausdrücken. So ist ein zirkular polarisierter Zustand eine Überlagerung von zwei synchronen linear polarisierten Zuständen mit zueinander senkrechter Schwingungsebene, aber auch ein linear polarisierter Zustand eine Überlagerung der zwei zirkular polarisierten. Die Lage der Schwingungsebene wird dabei durch die Phasendifferenz der zirkular polarisierten Zustände bestimmt. Werden Basiszustände mit unterschiedlicher Amplitude oder ein zirkular mit einem linear polarisierten Zustand überlagert, so erhält man elliptisch polarisiertes Licht.
Photonen sind Bosonen und können in den Basiszuständen des Spins in Flugrichtung die Spinkomponenten +1 oder −1 haben, was den beiden Möglichkeiten der zirkularen Polarisation entspricht (die Komponente Null kann nicht vorkommen, da sich das Photon mit Lichtgeschwindigkeit bewegt, siehe Helizität). Die Spinachsen zeigen dabei je nach Helizität in Ausbreitungsrichtung oder dagegen. Lineare Polarisation entsteht durch lineare Überlagerung der beiden zirkular polarisierten Zustände mit gleicher Amplitude, die Photonen haben dann für den Erwartungswert des Drehimpulses den Wert Null.
Bei der Beschreibung von Überlagerungen von Wellen gleicher Frequenz ist stets das Amplitudenverhältnis und die Phasenlage anzugeben.
1. Wenn zwei zirkular polarisierte Wellen, eine rechts- und eine linksdrehend, überlagert werden, ergeben sich folgende Polarisationen:
  - Bei gleichen Intensitäten und variabler Phasendifferenz ist die resultierende Polarisation linear und die Richtung hängt von der Phasenlage der Basispolarisationen ab.
  - In jedem anderen Fall resultiert elliptische Polarisation.
2. Wenn zwei linear polarisierte Wellen, deren Polarisationsrichtungen senkrecht aufeinander stehen, überlagert werden, ergeben sich folgende Polarisationen:
  - Bei verschwindender Phasendifferenz (oder einer Phasendifferenz, die einem Vielfachen von {\displaystyle \pi } entspricht) und unterschiedlicher oder gleicher Amplitude ist die resultierende Polarisation linear und die Richtung hängt vom Amplitudenverhältnis ab.
  - Bei einem Phasenunterschied von {\displaystyle \pi /2} und gleichen Amplituden ist die Ausgangspolarisation zirkular.
  - In jedem anderen Fall ist die resultierende Polarisation elliptisch.

Sind auch die absolute Intensität und der Polarisationsgrad von Interesse, so sind insgesamt vier Angaben notwendig, als vierdimensionaler reellwertiger Stokes-Vektor oder als zweidimensionaler komplexwertiger Jones-Vektor. Ist man nur an der Polarisation und nicht an der absoluten Intensität interessiert, wird oft die Poincaré-Kugel zur Darstellung der Polarisationszustände verwendet.
Quasimonochromatisches Licht kann alternativ auch durch die Kohärenzmatrix beschrieben werden. Die Beschreibung der Wirkung eines polarisationsverändernden optischen Elementes bei optisch aktiven Materialien erfolgt durch Multiplikation mit einer entsprechenden Müller-Matrix beziehungsweise einer Jones-Matrix.

## Polarisation elektromagnetischer Wellen

### Unpolarisiertes und polarisiertes Licht in der Natur
Die auf der Erde und im Universum überwiegend beobachtete Ausprägung elektromagnetischer Strahlung ist thermische Strahlung und damit zunächst unpolarisiert, das heißt, die Einzelwellen sind in ihren Eigenschaften statistisch verteilt; es handelt sich also um die Überlagerung einer Vielzahl von Einzelwellen mit unterschiedlichster Lage von Schwingungsebene und relativer Phase. Durch Reflexion und/oder Streuung entsteht daraus teilpolarisiertes Licht, bei dem ein Teil der Einzelwellen gleiche Eigenschaften hinsichtlich ihrer Polarisation aufweist und als Polarisationsmuster erscheint.
Schräge Reflexion an Grenzflächen, z. B. an einer Wasseroberfläche, trennt Licht teilweise nach seiner Polarisationsrichtung auf. Der in der Reflexionsebene polarisierte Anteil dringt eher ein, der dazu senkrechte Anteil wird eher reflektiert. Für die quantitative Abhängigkeit vom Einfallswinkel siehe Fresnelsche Formeln.
Das blaue Licht des Himmels ist von Molekülen und statistischen Dichteschwankungen der Luft gestreutes Sonnenlicht. Die Luft wird durch die einfallende Welle in zufällige Richtungen senkrecht zur Einfallsrichtung elektrisch polarisiert. Streulicht in Richtungen dieser Schwingungsebene (Streuwinkel 90°) schwingt in ebendieser Ebene, ist also vollständig polarisiert. Für die Abhängigkeit vom Streuwinkel siehe Rayleighstreuung. Das Himmelslicht ist jedoch durch Vielfachstreuung und Streuung an Partikeln nicht vollständig polarisiert. 

### Wahrnehmung von polarisiertem Licht
Viele Insekten können linear polarisiertes Licht nach seiner Polarisationsrichtung unterscheiden und nutzen diesen Effekt, um sich zu orientieren. Bei der Honigbiene wurde dies durch Karl von Frisch erforscht.
Auch Fangschreckenkrebse, die Wasserwanze Notonecta glauca, Große Mausohren (Myotis myotis) und Wüstenameisen sind dazu in der Lage, sowie Menschen, allerdings mit sehr geringem Kontrast (Haidinger-Büschel-Phänomen). Dass Insekten zur Orientierung nicht nur polarisiertes Sonnenlicht nutzen können, sondern auch Mondlicht, wurde bei Experimenten mit Bulldoggenameisen der Art Myrmecia midas nachgewiesen.

### Bezeichnungen der Untergruppen der Polarisationsarten

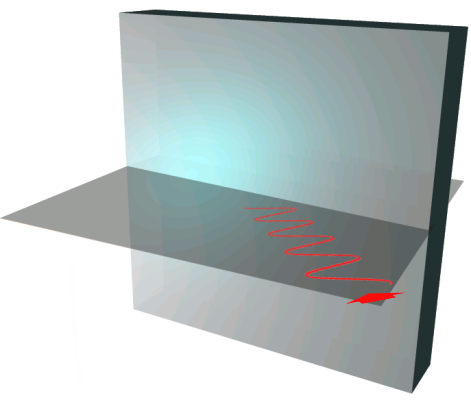
Bezeichnung der Richtung linearer Polarisation elektromagnetischer Wellen bei Vorgängen mit Richtungsänderung des Lichtstrahls (hier Reflexion an einem Spiegel): Parallele Polarisation bedeutet, dass die elektrische Komponente in der Einfallsebene schwingt.

Elektromagnetische Strahlung (Licht, Radiowellen usw.) ist eine Transversalwelle mit jeweils rechten Winkeln zwischen dem Wellenvektor {\displaystyle {\vec {k}}}, der in Ausbreitungsrichtung zeigt, und den Vektoren des elektrischen und magnetischen Feldes, {\displaystyle {\vec {E}}} bzw. {\displaystyle {\vec {B}}}. Es ist willkürlich, ob als Polarisationsrichtung die Schwingungsrichtung des elektrischen oder des magnetischen Feldes gewählt wird. Allerdings bedeuten {\displaystyle {\vec {E}}} und {\displaystyle {\vec {B}}} für die Welle verschiedene Schwingungsrichtungen. Diese stehen aufeinander senkrecht. Aus der Zeit, als Licht noch als mechanische Schwingung des hypothetischen Äthers erklärt wurde, stammt eine Festlegung für die Bezeichnungen der beiden Polarisationsrichtungen, die sich später als die Schwingungsrichtung des magnetischen Feldvektors herausstellte. Da die meisten Wechselwirkungen elektromagnetischer Strahlung mit Materie allerdings elektrischer Natur sind, wird die Polarisationsrichtung heute meist auf den elektrischen Feldvektor bezogen.
Wenn die Welle gebrochen, reflektiert oder gestreut wird, ist die Bezugsebene für die Bezeichnungen parallel und senkrecht jene Ebene, in der die ein- und die auslaufende Welle liegen.
Neben parallel und senkrecht polarisierten Wellen werden unter anderem bei der Beschreibung der Reflexion weitere Bezeichnungen genutzt. So spricht man von TM-polarisiertem Licht, wenn die Richtung des magnetischen Feldes senkrecht zu der durch Einfallsvektor und Flächennormale aufgespannten Ebene („Einfallsebene“) liegt (TM = transversal magnetisch; man spricht hierbei auch von parallel-, p- oder π-polarisiertem Licht, da das bei isotropen Materialien zum Magnetfeld senkrechte elektrische Feld in der Einfallsebene liegt), und von TE-polarisiertem Licht, wenn das elektrische Feld senkrecht auf der Einfallsebene steht (TE = transversal elektrisch; man spricht hierbei auch von senkrecht-, s- oder σ-polarisiertem Licht). In Richtung des Brewster-Winkels wird TM-polarisiertes Licht verstärkt in das Medium gebrochen anstatt reflektiert, das heißt, auch für unpolarisiertes einfallendes Licht ist das beim Brewster-Winkel ausfallende Licht immer TE-polarisiert. Beide Begriffe sind nur im Zusammenhang mit der reflektierenden Fläche definiert.
Bei zirkular oder elliptisch polarisiertem Licht unterscheidet man hinsichtlich der Drehrichtung des E- oder H-Vektors im Bezug auf die Ausbreitungsrichtung. Man spricht hier von links- oder rechtsdrehendem polarisiertem Licht (für die Bezeichnungskonventionen siehe oben).

Veranschaulichung von -, - und -Polarisation anhand eines atomaren Übergangs, wie es in der Laserspektroskopie verwendet wird

In der Laserspektroskopie wird die zirkuläre Polarisation anstelle von rechts und links in {\displaystyle \sigma ^{+}} („Sigma-Plus“) und {\displaystyle \sigma ^{-}} („Sigma-Minus“) aufgeteilt, die bei atomaren Übergängen zwischen Energieniveaus eine Änderung der magnetischen Quantenzahl {\displaystyle m} von +1 bzw. −1 bewirkt. Linear polarisiertes Licht ({\displaystyle \Delta m=0} beim atomaren Übergang) wird als {\displaystyle \pi }-polarisiertes Licht bezeichnet. Vorteil dieser Angabe ist die Unabhängigkeit vom Koordinatensystem (rechts und links); stattdessen bezieht sich die Angabe auf die gewählte Quantisierungsachse des Atoms.

### Funkwellen
Funkwellen für den Rundfunk sind horizontal oder vertikal polarisiert, wobei stets der elektrische Feldvektor ausschlaggebend ist. Vertikale Polarisation und Rundstrahlcharakteristik ohne Auslöschungen ist mit einer einzelnen vertikalen Stab- oder Mastantenne (Viertelwellendipol) zu erzielen. Beispiele sind Lang- und Mittelwellensender sowie mobile Anwendungen (Seefahrt, Luftfahrt, Polizei und Militär).
Punkt-zu-Punkt-Datenverbindungen und auch die Satellitenkommunikation verwenden oft Zirkularpolarisation, wobei der Drehsinn von Sendeantenne und Empfangsantenne übereinstimmen muss. Zirkularpolarisation ist nicht anfällig gegenüber polarisationsdrehenden Störungen beim Durchgang durch die Ionosphäre und spart eine Ausrichtungskoordinate bei an Raumfahrzeugen installierten Richtantennen.
Waagerechte lineare Polarisation wird im VHF- und UHF-Bereich genutzt und ist weniger anfällig gegen Reflexionen an (meist senkrechten) Metallmasten und damit verbundenem Mehrwegeempfang (Geisterbilder beim analogen Fernsehrundfunk). Weitverbindungen auf Kurzwelle erzielen hingegen mit waagerechter Polarisation eine bessere Reflexion an der Ionosphäre.

## Erzeugung von polarisiertem Licht
Licht von natürlichen Lichtquellen ist in der Regel nicht polarisiert.
Polarisation kann durch Reflexion des Lichtes an Oberflächen oder durch Brechung an speziellen Materialien erfolgen oder auch durch Polarisationsfilter und Polarisationsfolien erreicht werden.

### Polarisation durch Reflexion
Vollständige Polarisation durch Reflexion tritt nur unter bestimmten Bedingungen auf, die erstmals von dem schottischen Physiker David Brewster im Brewstersches Gesetz formuliert wurden.
Das reflektierte Licht an der Grenzfläche zweier Medien ist dann linear polarisiert, wenn der Winkel zwischen reflektiertem und gebrochenem Strahl genau 90° beträgt. Der elektrische Feldvektor des reflektierten polarisierten Lichtes schwingt dann senkrecht zur  Einfallsebene. Auch das Licht, das in das andere Medium übertritt, ist linear polarisiert, wobei dort die Schwingungsebene des elektrischen Feldvektors in der Einfallsebene liegt. Ist die genannte Bedingung von 90° zwischen reflektiertem und gebrochenem Strahl nicht erfüllt, so tritt teilweise Polarisation auf.

### Polarisation durch Brechung
Licht, das durch bestimmte Kristalle hindurchtritt, wird durch Brechung linear polarisiert. Zu solchen Kristallen zählen Kalkspat, Turmalin, Quarz oder Glimmer, die sich durch Doppelbrechung auszeichnen, bei der das Licht an einem Kristall je nach seiner Schwingungsrichtung in unterschiedlicher Weise gebrochen wird. Die unterschiedlich gebrochenen Strahlen sind jeweils linear polarisiert. So ist z. B. bei Kalkspat der ordentliche Strahl senkrecht zur Einfallsebene linear polarisiert, der außerordentliche Strahl senkrecht dazu. Die Kristalle verhalten sich optisch anisotrop, haben also in den verschiedenen Richtungen unterschiedliche optische Eigenschaften.

### Polarisation durch Polarisationsfilter oder Polarisationsfolien
Bei vielen Anwendungen verwendet man heute zur Erzeugung von polarisiertem Licht Polarisationsfilter oder Polarisationsfolien. Dabei wird genutzt, dass in den betreffenden Materialien Kohlenstoffketten ähnlich wie Gitterstäbe linienförmig und parallel zueinander angeordnet sind. Diese Kohlenstoffketten bewirken eine lineare Polarisierung des durchgehenden Lichtes. Statt der Kohlenstoffketten verwendet man bei Polarisationsfolien Kunststofffolien mit parallel zueinander angeordneten nadelförmigen Herapathit-Kristallen.
Ein idealer Polarisationsfilter lässt nur die Komponente des Lichtes passieren, die parallel zur sogenannten optischen Achse des Filters schwingt. Die andere, dazu senkrechte Komponente wird vom Filter absorbiert. Die Intensität des Lichtes nimmt beim Durchgang ab.

### Polarisiertes Laserlicht
Die Polarisation von Laserstrahlen ist aufgrund polarisierender optischer Bauteile im Resonator (schräge Umlenkspiegel und Brewster-Fenster, geringe Höhe des Resonators bei Halbleiterlasern) meistens linear.

## Veränderung der Polarisation
Ideale Verzögerungsplatten können eine bestehende Polarisation ändern, ohne den Strahl abzuschwächen, abzulenken oder zu versetzen, indem eine Polarisationskomponente in Bezug auf die dazu orthogonale Polarisationsrichtung verzögert wird. Damit lässt sich sowohl die Art wie die Ebene der Polarisation verändern:

creating circular polarization using a quarter-wave plate

- Das λ/4-Plättchen, auch als Zirkularpolarisator bezeichnet, kann aus einem linear polarisierter Lichtstrahl einen zirkular oder einen elliptisch polarisierten Strahl erzeugen. Umgekehrt verwandelt ein λ/4-Plättchen zirkular polarisiertes Licht in linear polarisiertes Licht.[22]

- Mit einem λ/2-Plättchen kann die  Drehung der Polarisationsebene von linear polarisiertem Licht erreicht werden.[23]

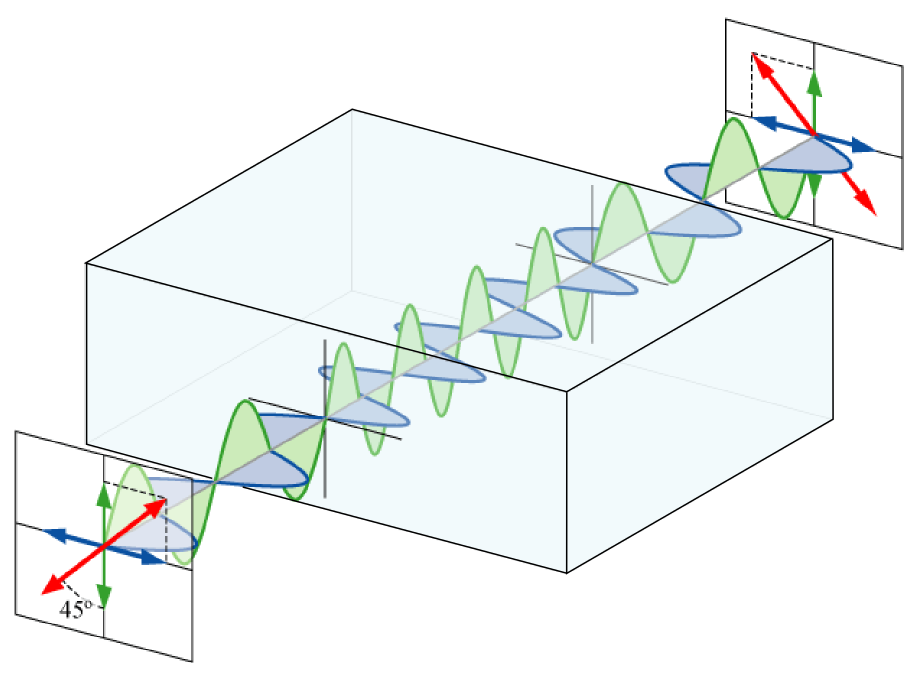
A wave passing through a half-wave plate

### Drehung der Polarisation durch optische aktive Materialien
Optisch aktive Materialien, Flüssigkeiten oder Festkörper, die das Phänomen der optischen Aktivität zeigen, können die Polarisationsrichtung des durchgehenden Lichts drehen. Der Grund für die Polarisationsdrehung liegt in der Kristall- oder Molekülstruktur der optisch aktiven Materialien. Man kann sie so verstehen, dass eine linear polarisierte Welle bei Eintritt in das Medium in zwei entgegengesetzt umlaufende, zirkular polarisierte Wellen gespalten wird, die sich mit unterschiedlicher Geschwindigkeit fortpflanzen. Bei Austritt aus dem Medium addieren sich die zirkular polarisierten Wellen wieder zu einer linear polarisierten, die gemäß der Phasenverschiebung um einen spezifischen Winkel gedreht ist. Neben der natürlichen optischen Aktivität kann eine optische Aktivität auch erst durch äußere Magnetfelder über den Faraday-Effekt hervorgerufen werden, so beim Faraday-Rotator.
Die Polarisationsrichtung von Licht kann sich auch beim Durchgang desselben durch flüssigkristalline Stoffe ändern. In Flüssigkristallen mit gedreht-nematischer Phase folgt die Schwingungsebene des durchtretenden Lichtes der Orientierung der linear angeordneten Moleküle. Das findet Anwendung in Flüssigkristallanzeigen, in denen durch eine angelegte elektrische Spannung der Grad der Richtungsänderung des durchtretenden Lichtes geändert wird und sich in einem nachfolgenden Analysator als unterschiedliche Helligkeitswerte manifestiert.

## Anwendungen
Bedeutsam sind die Anwendungen der Polarisation in der Polarimetrie etwa in Pharmazie und in der Zuckerindustrie zur Bestimmung des Zuckergehalts von Lösungen.
Die Implementierung einer Polarisationssteuerung kann in einer Vielzahl von Bildverarbeitungsanwendungen von Nutzen sein. Polarisatoren werden an einer Lichtquelle und/oder einem Objektiv eingesetzt, um Glanzeffekte durch Lichtstreuung zu beseitigen, den Kontrast zu erhöhen und intensive Lichtflecke aus reflektierenden Objekten zu entfernen. Dies bewirkt intensivere Farben oder mehr Kontrast bzw. erleichtert die Erkennung von Oberflächenfehlern oder anderen sonst verborgenen Strukturen.
Eine weitere Anwendung ist die Nutzung der Polarisation in der Funktechnik mit speziellem Antennendesign.
Polarisierte Einzelphotonen können benutzt werden, Quanteninformation zu kodieren und zu übertragen. Ein polarisiertes Photon ist der bestgeeignete Informationsträger für die Freilandübertragung. Polarisierte Photonen können dabei unter anderem zum Quantenschlüsselaustausch verwendet werden.